# Gérard Ducray
Pour les articles homonymes, voir Ducray.
Gérard Ducray est un homme politique français né le 21 janvier 1942 à Villefranche-sur-Saône. Il est député Républicains indépendants du Rhône de 1968 à 1974 et secrétaire d'État au Tourisme entre 1974 et 1976.

## Biographie

### Formation et carrière professionnelle
Après des études de droit, il est doctorant en histoire du droit.
Il a exercé la profession d'avocat.

### Carrière politique
Il est élu président de l'Union nationale des étudiants en droit en 1964, puis du Comité franco-allemand des jeunes juristes deux ans après.
Il est encore en train d'étudier lorsqu'il se présente à la députation lors des législatives anticipées de juin 1968 faisant suite à la dissolution de l'Assemblée nationale par le général de Gaulle après les évènements de mai 1968. Il est élu député de la 10e circonscription du Rhône, au second tour le 30 juin 1968, en battant le radical-socialiste Joseph Rosselli. L'année suivante, pourtant membre des Républicains indépendants, il soutient le « oui » lors du référendum sur la réforme du Sénat et la régionalisation. Il est réélu lors des élections législatives de 1973.
Peu après l'élection de Valéry Giscard d'Estaing à la présidence de la République, il est nommé secrétaire d'État au Tourisme le 8 juin 1974 dans le gouvernement Chirac. Il se propose alors de « vendre la France aux Français ». Il est remplacé à ce poste par Jacques Médecin lors du remaniement gouvernemental du 12 janvier 1976.
En juillet 1976, il devient secrétaire national des Républicains indépendants chargé de la préparation des élections municipales mais il est battu en novembre lors de l'élection législative partielle pour retrouver son siège de député par le socialiste André Poutissou. Il abandonne alors sa fonction de secrétaire national la même année, et se retire un temps de la vie politique.
Début octobre 2012, il démissionne du conseil municipal de Villefranche-sur-Saône sous la pression du député-maire UMP Bernard Perrut, du Front de gauche, des écologistes et de l'association Femmes égalité à la suite de sa condamnation en appel pour harcèlement sexuel. Il occupait la fonction d'adjoint à la sécurité

### Poursuites pénales
Il est condamné en 2010 à deux mois de prison avec sursis par le tribunal correctionnel de Villefranche-sur-Saône pour harcèlement sexuel sur trois personnes travaillant à la mairie de Villefranche; sa peine est aggravée en appel en 2011 à trois mois de prison et deux ans d'inéligibilité.
Il obtient le 4 mai 2012 que le Conseil constitutionnel, dans le cadre d'une question prioritaire de constitutionnalité formulée devant la Cour de cassation, déclare inconstitutionnelle la loi qualifiant le délit pour lequel il avait été condamné et abroge, avec effet immédiat, l'article 222-33 du code pénal qui traitait ce sujet.
Il est condamné 17 novembre 2014 à un mois de prison avec sursis et à une amende de 3 000 euros pour agression sexuelle, les magistrats ayant requalifié les faits, par la Cour d'appel de Lyon (chambre des appels correctionnels).